# ブラッド・レイガンズ
ブラッド・レイガンズ（Brad Rheingans、1953年12月13日 - ）は、アメリカ合衆国のプロレスラー。ミネソタ州アップルトン出身。

## 来歴
1972年、レスリングのワールドカップにてフリースタイル92kg級で優勝。1975年にはNCAAのチャンピオンとなり、1976年のモントリオールオリンピックではグレコローマン100kg級で4位に入賞した。1979年の世界選手権では3位、パンナム大会では2連覇し、1980年のモスクワオリンピックでは金メダルも確実とされたが、アメリカをはじめとする当時の西側諸国の集団ボイコットで出場はならず、バーン・ガニアのスカウトでプロに転向。1981年12月、AWAでプロデビューを果たす。
デビュー後はアスリート系の技巧派ベビーフェイスとして活動し、ジャック・グレイ、ジェリー・ブラックウェル、シーク・アドナン・アル＝ケイシー、ボビー・ヒーナン、レイ・スティーブンス、ケン・パテラ、ボビー・ダンカン、アドリアン・アドニス、ジョン・トロス、クリス・マルコフ、ミスター・サイトー、デビッド・シュルツ、ビル・ロビンソンなどと対戦。1983年8月には全日本プロレスに初来日。8月30日の新潟市体育館大会ではジャンボ鶴田とのシングルマッチが行われた。
AWAではリック・マーテル、グレッグ・ガニア、ジム・ブランゼル、カート・ヘニングらと共に次期世界王者候補と目され、1984年1月にはニック・ボックウィンクルのAWA世界ヘビー級王座に連続挑戦した。1985年4月21日にセントポールで開催された "Starcage '85" には、ノースダコタ大学の先輩にあたるボブ・バックランドとのコンビで出場、ブッチ・リード&ラリー・ズビスコを破っている。翌1986年4月20日にミネアポリスのメトロドームで行われた "WrestleRock '86" では、過去のモスクワオリンピック・ボイコット問題を下敷きとしたアングルのもと、オープニング・マッチでソビエト人ギミックのボリス・ズーコフと対戦した。
1987年にWWFに移籍、1月19日にニューヨークのマディソン・スクエア・ガーデンにてフレンチ・マーチンを相手にデビュー戦を飾る。以降、ジミー・ジャック・ファンク、アイアン・シーク、ニコライ・ボルコフ、ディノ・ブラボー、マイク・シャープ、ロン・バス、タイガー・チャン・リー、シカ・アノアイ、テリー・ギッブス、ホセ・エストラーダなどのヒール勢と対戦するも前座試合のポジションから脱することはできず、短期間で離脱。
AWAに復帰後は、同じくオリンピック選手だったケン・パテラとオリンピアンズ（The Olympians）なるタッグチームを結成、1989年3月25日にバッド・カンパニー（ポール・ダイヤモンド&パット・タナカ）からAWA世界タッグ王座を奪取した。末期のAWAではウェイン・ブルーム、マイク・イーノス、タリー・ブランチャードとも対戦している。
1989年4月からは新日本プロレスの常連外国人選手となり、1990年にかけてはスティーブ・ウィリアムスの参謀格として、サルマン・ハシミコフ率いるレッドブル軍団との「米ソのレスリング抗争」を展開した。新日本プロレスでは若手選手のコーチやアメリカ人レスラーのブッキング業務も兼任し、スコット・ノートンをはじめ自身がトレーニングした選手を新日本マットに来日させた。
セミリタイア後はミネアポリスにて、日本では「レイガンズ道場」と呼ばれるレスリング・スクールを主宰、選手の育成に専念している。1990年代初頭には、アメリカの女子プロレス団体LPWAのトレーナーも務めていた。

## 獲得タイトル
アメリカン・レスリング・アソシエーション
- AWA世界タッグ王座：1回（w / ケン・パテラ）[10]

プロ・レスリング・アメリカ
- PWAタッグ王座：1回（w / バロン・フォン・ラシク）

## 育成選手
- ケビン・ワコーズ（ネイルズ）
- レオン・ホワイト（ベイダー）
- トム・ジンク
- ブライアン・ノッブス
- ジェリー・サッグス
- ジェリー・リン
- スコット・ノートン
- トニー・ホーム
- テリー・パワー
- ジョン・ブラッドショー・レイフィールド
- ドン・フライ
- ブライアン・ジョンストン
- ブロック・レスナー
- ジョー・ヘニング（カーティス・アクセル）